# 道の駅うずしお
道の駅うずしお（みちのえき うずしお, 英語: Roadside Station Uzushio）は、兵庫県南あわじ市にある兵庫県道237号鳴門観潮線の道の駅である。

## 概要
「鳴門みさき荘」として1970年に開業した施設を、道の駅として登録したものである。
福良港一帯は平成30年7⽉1⽇にみなとオアシスの登録をしていて、当駅はみなとオアシス福良を構成する施設の一つでもある。周辺は、鳴門海峡を望み、鳴門の渦潮や、大鳴門橋を見ることができる観光スポットである。
元々は淡路鳴門岬公園開発事務組合による一部事務組合が運営していたが、2004年7月31日に同組合を解散。同年8月1日に南あわじ市が700万円（出資比率23.3%）を出資する第三セクターである株式会社うずのくに南あわじが設立され、以降は同社が運営している

## 改築
以下の記述は南あわじ市による大鳴門橋周辺環境整備基本構想・基本計画策定を要約したものである。
道の駅うずしおは、鳴門みさき荘として建設されてから50年が経過しており、老朽化、施設拡充等の課題があるとともに、大阪・関西万博の開催やアワイチ等のサイクルツーリズムの興隆を受けた大鳴門橋自転車道の事業化との連携等観光強化の必要から改築事業が行われている。
この周辺にはうずの丘大鳴門橋記念館とその駐車場もあり、その間に臨時駐車場も設けているが、両施設の駐車場は年間通して満車になることが多く、特にゴールデンウィークの時には臨時駐車場も合わせて440台ほどある駐車場が満車になり淡路島南インターチェンジまで駐車待ち行列ができるほどとなっている。
そこで、臨時駐車場の場所の一部に施設「うずまちテラス」を建設し、そこで道の駅を仮営業、その間に現在の場所の道の駅の改築を行う。道の駅は、大鳴門橋自転車道の入り口となるためサイクルステーションや、レンタサイクル施設などの整備を行う。また、景観が楽しめるレストランやバーガーショップ、物販施設を配置し、関連施設との巡回バスの待合室には24時間利用可能な地元の産物も買える自動販売機による物販施設を配置する。
「うずまちテラス」と、道の駅の間は芸術作品を配置して歩いて楽しめる施設にするとともに、パーソナルモビリティや循環バスの経路を設定する。
「うずまちテラス」には循環バスの待合室を整備し自動販売機による物販施設の他トイレやを整備し、地元の人が営業できるテナントスペースを整備する。
また別の場所に駐車場のある施設を建設し、そこにアワイチ等ロングライド対応のサイクルステーションや、自動販売機による物販施設を設置する。そしてうずの丘などを含めたこのエリアの4つの施設の駐車場の連携を駐車場管理システムにより行うものとする。2020年には重点道の駅候補として選定された。
このため、2023年1月に現在の道の駅は営業を休止。3月から「うずまちテラス」で仮営業を開始、2025年10月中旬をめどに再開する予定。
改築中に、前身の鳴門みさき荘の整備の際に埋められた鳴門要塞の門崎砲台が出土した。

## 施設
仮営業中のもの。
- 駐車場
  - 普通車：246台
  - 大型車：4台
  - 身障者用：2台
- トイレ
- 喫茶コーナー
  - あわじ島バーガーがある
- 物産品販売所
- 公衆電話

これらは、リニューアル中のため営業しない
- レストラン (11:00 - 16:00)
- 門埼灯台 - 1964年3月より点灯
- 展望台 - 南淡自然八景の1つであり、鳴門海峡や鳴門の渦潮がのぞめる
- フジのトンネル - あわじ花へんろ第39番花へんろ

## 休館日
- 年末年始
- 木曜日

2023年1月から約2年間工事の為休止。半島の付け根側にある臨時駐車場として使われている位置に建設された「うずまちテラス」で2023年3月5日より仮営業。

## アクセス
- 兵庫県道237号鳴門観潮線 - 登録路線
- みなと観光バス - UZU LOOP Free Shuttle Bus（2025年7月より運行・同年3月までは他社のバスが停車していた）